# Ptolemeu III Evérgeta
Ptolemeu III Evérgeta (ca. 280 a.C. — 221 a.C.) foi o terceiro soberano da dinastia ptolemaica, tendo governado o Egito entre 246 e 221 a.C..
Ptolemeu III era filho do seu antecessor, Ptolemeu II Filadelfo, e da primeira esposa deste, Arsínoe I, filha de Lisímaco. Seu pai, Ptolemeu II, era filho de Ptolemeu I Sóter e Berenice I.
Berenice II, filha do rei Magas de Cirene, filho do primeiro casamento de Berenice I, com um nobre macedônio chamado Filipe. havia sido prometida por seu pai como esposa a Ptolemeu III, para acabar com a divisão entre a Cirenaica e o Egito, mas, após a morte de Magas de Cirene, Arsínoe, sua mãe, chamou Demétrio, o Belo para casar-se com a filha. Demétrio foi morto quando estava na cama com sua sogra, Arsínoe, que ainda tentou proteger o seu amante cobrindo seu corpo com o dela. Na sequência, Berenice casou-se conforme o desejo de seu pai.
A sua irmã, também chamada Berenice, foi casada com o rei selêucida Antíoco II Theos.  Quando Antíoco faleceu a sua primeira esposa, Laódice, procurou promover os seus dois filhos na corte, afastando o filho de Berenice. Seria um dos filhos de Laódice, Seleuco II Calínico, a suceder a Antíoco II, tendo Berenice e o seu filho sido assassinados por Seleuco II, respectivamente, seu enteado e irmão.
Berenice, a irmã de Ptolemeu III, quando soube que assassinos haviam sido enviados contra ela, encerrou-se com seu filho em Dafne.
Em reacção a estes acontecimentos, Ptolemeu III decide invadir o reino selêucida em 246 a.C., dando início à Terceira Guerra da Síria ou Guerra da Laodiceia que se prolongaria até 241 a.C.. Ptolemeu III chegou tarde, e Berenice, sua irmã, foi traída e morta; isto foi considerado uma indignidade, e várias cidades se revoltaram, se entregando para Ptolemeu III.
Durante o conflito Ptolemeu consegue conquistar toda a área compreendida entre a Ásia Ocidental e a Mesopotâmia,[carece de fontes?] quando Seleuco pede ajuda a seu irmão Antíoco Hierax, então com quatorze anos de idade, prometendo-lhe a parte da Ásia que continha os Montes Tauro. mas no fim da guerra Seleuco consegue recuperar os territórios perdidos,[carece de fontes?] e Ptolemeu e Seleuco celebram a paz por dez anos.
Após Seleuco e seu irmão Antíoco brigarem e se destruírem mutuamente, Antíoco Hierax procurou refúgio com Ptolemeu III, foi preso, escapou e foi morto, na fuga, por ladrões.
Cleômenes III, rei de Esparta, havia enviado sua esposa e filhos para serem protegidos por Ptolemeu III; depois ele mesmo se refugiou no Egito, onde foi honrado pelo faraó. Cleômenes e sua família foram mortos por Ptolemeu IV.
A nível interno, continuou o projecto de colonização do Faium iniciado pelo seu pai. Atribui-se a Ptolemeu III a ordem de construção do templo de Hórus em Edfu (237 a.C.), bem como a recuperação de estátuas levadas para fora do Egito durante o período de dominação persa. Em consequência deste feito Ptolemeu recebeu o nome de Evérgeta, o que significa "O Benfeitor".
Ptolemeu promoveu também uma reforma do calendário que não viria a ter muito sucesso. Neste calendário o ano 311 a.C. seria o primeiro ano da "era ptolemaica".
Foi sucedido pelo seu filho, Ptolemeu IV Filopátor, filho de Berenice II, que se casou com Arsínoe III, filha de Berenice II. Segundo Juniano Justino, Ptolemeu IV matou seu pai e sua mãe, e ganhou o apelido de Filopátor (aquele que ama seu pai) por ironia.
Outro filho de Ptolemeu III e Berenice II, Magas, foi morto por Sosíbio, ministro de Ptolemeu IV. Sosíbio também matou um irmão de Ptolemeu III, Lisímaco, filho de Ptolemeu II Filadelfo e Arsínoe, filha de Lisímaco.

## Titulatura
| nswt&bity |

| nswt&bity |

|                                     |    |     |    |           |    |     |           |     |     |    |
| \| \| \| \| \| \| \| \| \| \| \| \| |    |     |    |           |    |     |           |     |     |    |
|                                     |    |     |    |           |    |     |           |     |     |    |
| U28                                 | R8 | U28 | R8 | F44 · N35 | C1 | C12 | U21 · N35 | S42 | S34 | S3 |

| U28 | R8 | U28 | R8 | F44 · N35 | C1 | C12 | U21 · N35 | S42 | S34 | S3 |

|                                     |    |     |    |           |    |     |           |     |     |    |
| \| \| \| \| \| \| \| \| \| \| \| \| |    |     |    |           |    |     |           |     |     |    |
|                                     |    |     |    |           |    |     |           |     |     |    |
| U28                                 | R8 | U28 | R8 | F44 · N35 | C1 | C12 | U21 · N35 | S42 | S34 | S3 |

| U28 | R8 | U28 | R8 | F44 · N35 | C1 | C12 | U21 · N35 | S42 | S34 | S3 |

|                                     |    |     |    |           |    |     |           |     |     |    |
| \| \| \| \| \| \| \| \| \| \| \| \| |    |     |    |           |    |     |           |     |     |    |
|                                     |    |     |    |           |    |     |           |     |     |    |
| U28                                 | R8 | U28 | R8 | F44 · N35 | C1 | C12 | U21 · N35 | S42 | S34 | S3 |

| U28 | R8 | U28 | R8 | F44 · N35 | C1 | C12 | U21 · N35 | S42 | S34 | S3 |

|                                     |    |     |    |           |    |     |           |     |     |    |
| \| \| \| \| \| \| \| \| \| \| \| \| |    |     |    |           |    |     |           |     |     |    |
|                                     |    |     |    |           |    |     |           |     |     |    |
| U28                                 | R8 | U28 | R8 | F44 · N35 | C1 | C12 | U21 · N35 | S42 | S34 | S3 |

| U28 | R8 | U28 | R8 | F44 · N35 | C1 | C12 | U21 · N35 | S42 | S34 | S3 |

| G39 | N5 | \| \| |
|     |    |       |

|  |

| G39 | N5 | \| \| |
|     |    |       |

|  |

|                                     |    |            |     |     |     |     |                |         |     |    |
| \| \| \| \| \| \| \| \| \| \| \| \| |    |            |     |     |     |     |                |         |     |    |
|                                     |    |            |     |     |     |     |                |         |     |    |
| Q3 · X1                             | V4 | E23 · Aa15 | M17 | M17 | S29 | S34 | I10 · X1 · N17 | Q3 · X1 | V28 | U6 |

| Q3 · X1 | V4 | E23 · Aa15 | M17 | M17 | S29 | S34 | I10 · X1 · N17 | Q3 · X1 | V28 | U6 |

|                                     |    |            |     |     |     |     |                |         |     |    |
| \| \| \| \| \| \| \| \| \| \| \| \| |    |            |     |     |     |     |                |         |     |    |
|                                     |    |            |     |     |     |     |                |         |     |    |
| Q3 · X1                             | V4 | E23 · Aa15 | M17 | M17 | S29 | S34 | I10 · X1 · N17 | Q3 · X1 | V28 | U6 |

| Q3 · X1 | V4 | E23 · Aa15 | M17 | M17 | S29 | S34 | I10 · X1 · N17 | Q3 · X1 | V28 | U6 |

|                                     |    |            |     |     |     |     |                |         |     |    |
| \| \| \| \| \| \| \| \| \| \| \| \| |    |            |     |     |     |     |                |         |     |    |
|                                     |    |            |     |     |     |     |                |         |     |    |
| Q3 · X1                             | V4 | E23 · Aa15 | M17 | M17 | S29 | S34 | I10 · X1 · N17 | Q3 · X1 | V28 | U6 |

| Q3 · X1 | V4 | E23 · Aa15 | M17 | M17 | S29 | S34 | I10 · X1 · N17 | Q3 · X1 | V28 | U6 |

|                                     |    |            |     |     |     |     |                |         |     |    |
| \| \| \| \| \| \| \| \| \| \| \| \| |    |            |     |     |     |     |                |         |     |    |
|                                     |    |            |     |     |     |     |                |         |     |    |
| Q3 · X1                             | V4 | E23 · Aa15 | M17 | M17 | S29 | S34 | I10 · X1 · N17 | Q3 · X1 | V28 | U6 |

| Q3 · X1 | V4 | E23 · Aa15 | M17 | M17 | S29 | S34 | I10 · X1 · N17 | Q3 · X1 | V28 | U6 |